# Atriscripta
Atriscripta là một chi bướm đêm thuộc họ Tortricidae.

## Các loài
- Atriscripta decorigera (Diakonoff, 1966)